# Nairobi
Nairobi è la capitale del Kenya, nonché capoluogo dell'omonima contea. Il suo nome deriva dalla frase maasai enkare nai-robi, letteralmente "luogo dell'acqua fredda". In Kenya viene anche indicata con due espressioni: Green City in the Sun ("città verde al sole", per via del clima mite e delle molte aree verdi) e Safari Capital of the World ("capitale mondiale del safari", con riferimento al suo ruolo di scalo principale verso i circuiti turistici kenioti). Con una popolazione stimata fra i 4 e i 4,5 milioni, Nairobi è tra le dieci maggiori città del continente africano, e contende a Dar-es-Salaam il ruolo di maggiore centro urbano dell'Africa orientale. È anche una delle città africane più importanti dal punto di vista politico, culturale ed economico. La popolazione locale parla principalmente l'inglese.

## Storia
Prima dell'avvento dei coloni britannici, l'area dove ora sorge il centro di Nairobi era costituita da paludi e disabitata. Alla fine del XIX secolo, la zona fu raggiunta dai lavori per la costruzione della ferrovia che avrebbe collegato Mombasa all'Uganda, la Uganda Railway. La locazione dell'odierna Nairobi fu scelta per la realizzazione di un deposito di approvvigionamenti, che poi divenne quartier generale del progetto, e quindi cittadina. Nei primi anni del XX secolo Nairobi fu colpita dalla peste bubbonica, e dovette essere bruciata per debellare l'epidemia, per essere ricostruita pochi anni dopo.

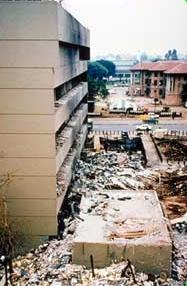
L'attentato terroristico all'ambasciata statunitense di Nairobi, 1998

Nonostante l'epidemia, l'insediamento continuò a crescere, e già nel 1905 era diventato abbastanza importante da essere scelto dall'amministrazione coloniale britannica come nuova capitale dell'Africa Orientale Britannica, al posto di Mombasa. La nascita delle strutture amministrative diede nuovo impulso allo sviluppo della città, insieme al turismo (soprattutto legato alla caccia grossa); in questo periodo sorsero molti dei grand hotel storici di Nairobi, e si svilupparono i quartieri residenziali ai margini del centro urbano. E.A.T. Dutton, che nel febbraio del 1926 visitò Nairobi durante il suo viaggio verso il Monte Kenya, scrisse:
(E.A.T. Dutton, Kenya Mountain)
Lo sviluppo dell'agglomerato urbano di Nairobi nella prima metà del XX secolo avvenne in conflitto con le popolazioni masai e kikuyu della regione, che si videro sottrarre progressivamente la terra. Alla fine della Seconda guerra mondiale, la tensione fra i coloni di Nairobi e le popolazioni locali fu uno degli elementi scatenanti della ribellione dei Mau-Mau, che a sua volta fu determinante nella conquista dell'indipendenza del Kenya, formalizzata nel 1963. Dopo l'indipendenza la città ha preso a crescere ancora più rapidamente, spesso in modo sproporzionato rispetto alla capacità delle sue infrastrutture: black out e periodi di scarsa disponibilità di acqua potabile sono stati fenomeni abbastanza frequenti nella seconda metà del XX secolo.
Nel 1998 l'ambasciata statunitense di Nairobi ha subito un attacco terroristico da parte di Al-Qaida; alle oltre 200 vittime è oggi dedicato un parco commemorativo, l'August 7th Memorial Park.

## Geografia fisica

### Posizione

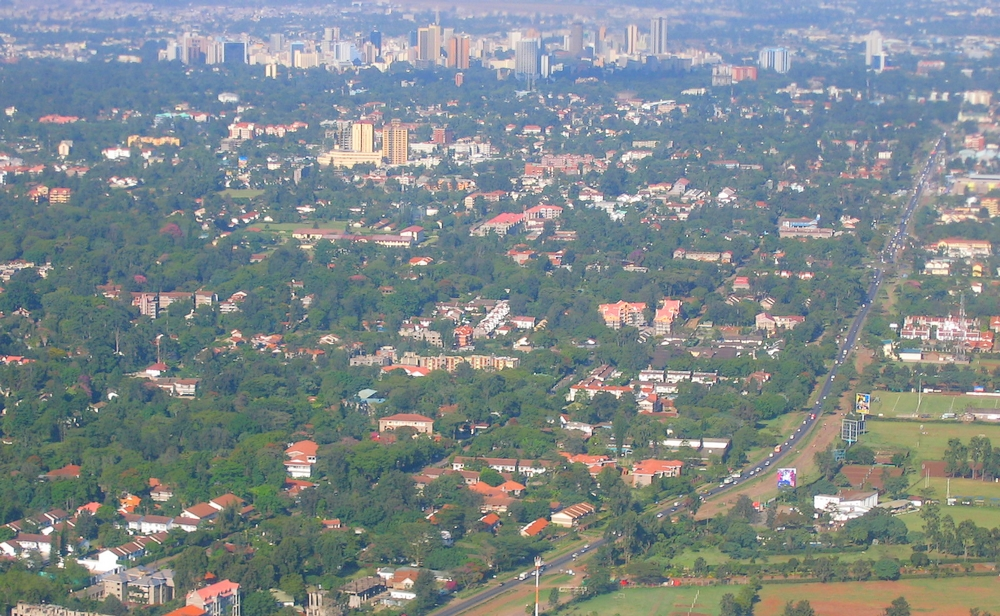
Vista aerea del CBD e Ngong Road

Nairobi si trova nella parte sudoccidentale del Kenya, adiacente al bordo orientale della Grande Rift Valley, a un'altitudine di 1661 m s.l.m. A ovest della città si trovano le caratteristiche colline Ngong; a nord sorge il Monte Kenya e a sudest il Kilimangiaro, ed entrambe le montagne sono visibili da Nairobi nei giorni limpidi.
La città è attraversata dal fiume Nairobi e dai suoi affluenti. Nella parte settentrionale della città sopravvive ancora un'area di foresta originaria, la foresta di Karura; per la salvaguardia di questo patrimonio ambientale si è battuta, fra gli altri, il Premio Nobel per la Pace Wangari Maathai.
L'inquinamento da plastica ha raggiunto proporzioni enormi in Kenya. La sola Nairobi scarica quasi 500 tonnellate di questi rifiuti ogni giorno, secondo i dati del 2021. Alcuni dei rifiuti finiscono negli intestini del bestiame, sulla superficie dei fiumi o nei canali di scolo, causando inondazioni durante le piogge.

### Clima
A causa dell'altitudine, Nairobi gode di un clima complessivamente mite. Poiché Nairobi si trova nei pressi dell'equatore, le differenze di temperatura fra estate e inverno sono molto ridotte. Intorno a giugno-luglio le temperature serali possono scendere fino a 10 °C, mentre nei giorni più caldi (da dicembre a marzo) le temperature diurne si collocano in genere fra i 20 °C e i 30 °C.
Nell'arco dell'anno si possono distinguere due stagioni delle piogge, una da marzo a maggio e una da ottobre a dicembre, ma le precipitazioni sono in genere moderate.
| Nairobi             | Mesi | Mesi | Mesi | Mesi  | Mesi  | Mesi | Mesi | Mesi | Mesi | Mesi  | Mesi  | Mesi  | Stagioni | Stagioni | Stagioni | Stagioni | Anno    |
| Nairobi             | Gen  | Feb  | Mar  | Apr   | Mag   | Giu  | Lug  | Ago  | Set  | Ott   | Nov   | Dic   | Inv      | Pri      | Est      | Aut      | Anno    |
| ------------------- | ---- | ---- | ---- | ----- | ----- | ---- | ---- | ---- | ---- | ----- | ----- | ----- | -------- | -------- | -------- | -------- | ------- |
| T. max. media (°C)  | 24,5 | 25,6 | 25,6 | 24,1  | 22,6  | 21,5 | 20,6 | 21,4 | 23,7 | 24,7  | 23,1  | 23,4  | 24,5     | 24,1     | 21,2     | 23,8     | 23,4    |
| T. min. media (°C)  | 11,5 | 11,6 | 13,1 | 14,0  | 13,2  | 11,0 | 10,1 | 10,2 | 10,5 | 12,5  | 13,1  | 12,6  | 11,9     | 13,4     | 10,4     | 12,0     | 12,0    |
| Precipitazioni (mm) | 64,1 | 56,5 | 92,8 | 219,4 | 176,6 | 17,5 | 23,5 | 28,3 | 55,3 | 154,2 | 101,0 | 101,0 | 221,6    | 488,8    | 69,3     | 310,5    | 1 090,2 |

## Quartieri e zone

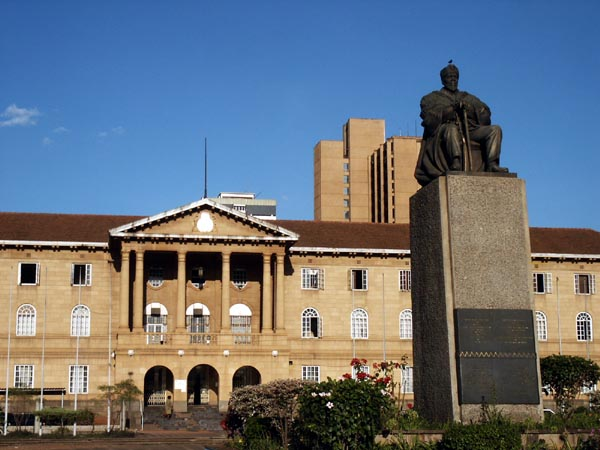
La sede della magistratura

### Central Business District
Il centro di Nairobi è costituito dal Central Business District (CBD), dove hanno sede le principali attività amministrative e commerciali. Il CBD ha una forma pressappoco rettangolare, delimitata dalle quattro grandi arterie di Uhuru Highway, Haile Selassie Avenue, Moi Avenue e University Way. Il centro del CBD è costituito dalla piazza di City Square, attorno a cui si sviluppano i principali edifici amministrativi, tra cui la sede del Parlamento keniota, la Cattedrale della Sacra Famiglia, il municipio, il tribunale e il celebre Kenyatta Conference Centre. Tutta la zona del CBD è caratterizzata da grattacieli ed edifici moderni, che ricordano quelli delle grandi città nordamericane e asiatiche, realizzati nell'arco di due grandi periodi di esplosione edilizia: gli anni immediatamente successivi all'indipendenza e quelli a cavallo del 2000.

### Upper Hill e Westlands
In seguito al veloce sviluppo del CBD, oggi completamente edificato, altre aree di Nairobi stanno emergendo come nuovi quartieri finanziari e commerciali: fra queste spiccano Upper Hill e le Westlands, entrambe situate a circa 2 km dal centro della città. Ad Upper Hill hanno sedi Citibank e Coca Cola. Il più importante edificio della zona è la Rahimtulla Tower, dove ha la propria sede la compagnia britannica PriceWaterhouseCoopers.
I più alti grattacieli di Nairobi
| Nome                                     | Altezza (m) |
| ---------------------------------------- | ----------- |
| Times Tower                              | 140         |
| Teleposta Towers                         | 120         |
| Kenyatta International Conference Centre | 103         |
| NSSF Building                            | 103         |
| I&M Bank Tower                           | 100         |
| Government Office Conference Hall        | 98          |
| Nyayo House                              | 88          |
| Rahimtulla Tower                         | 81          |

### Altri quartieri
Nella zona ovest della città si trovano la maggior parte dei quartieri residenziali più prestigiosi, creati dai coloni europei, come Karen, Langata, Lavington e Highbridge; a questi si aggiungono però anche alcuni quartieri poveri, come Kangemi e Dagoretti. La zona orientale è principalmente costituita di quartieri di livello medio-basso, come Kariokor, Dandora, Kariobangi, Embakasi e Huruma. Il quartiere di Eastleigh è noto per essere abitato soprattutto da immigranti somali, e per questo motivo viene chiamato "Little Mogadishu".
Il quartiere più ambito dalle ambasciate e persone di fama è Muthaiga, in particolare Tchui Road la strada più bella e 'chic' del Kenya e probabilmente tra le più eleganti e belle dell'Africa.
Tutto il territorio urbano di Nairobi è punteggiato di parchi, giardini e altri spazi aperti. Il parco più famoso è l'Uhuru Park, che costeggia il CBD e il quartiere centrale di Upper Hill. Adiacente all'Uhuru Park c'è il Central Park, dove si trova il monumento a Jomo Kenyatta, primo presidente del Kenya. Altri giardini di una certa importanza sono i Jeevanjee Gardens, il City Park, e il Nairobi Arboretum.

### Slum

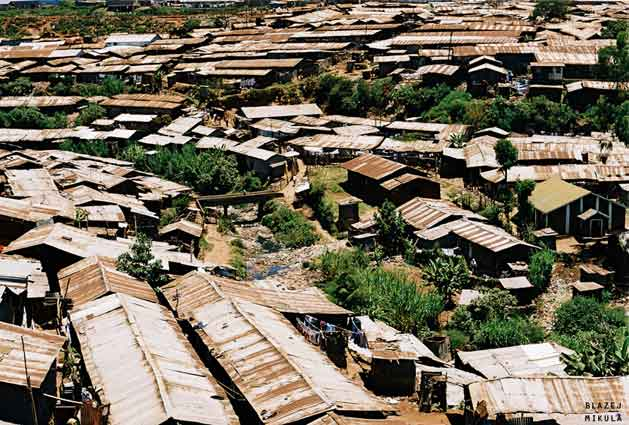
Kibera, uno dei più grandi slum dell'Africa

Tutto intorno al territorio urbano di Nairobi sorgono le baraccopoli dette slum, la cui popolazione complessiva, secondo stime delle Nazioni Unite, si aggira intorno ai 2.000.000. Gli slum sono in tutto un centinaio; la più grande è di gran lunga quella di Kibera, con una popolazione stimata intorno al milione di persone. Lo slum più povero è quello di Mitumba, dove si registra un tasso di sieropositivi del 60% (contro la media nazionale intorno al 7%), un reddito giornaliero medio intorno ai 0,60 dollari USA e un tasso di scolarizzazione del 5% (percentuale dei bambini che raggiungono il quinto anno di scuola elementare). Altri slum importanti sono Mathare e Korogocho.

## Economia
Nairobi è uno dei cuori commerciali e finanziari dell'Africa. La Borsa di Nairobi (Nairobi Securities Exchange, NSE, fino al 2011 denominata Nairobi Stock Exchange) è la quarta borsa africana in termini di volume degli scambi e la quinta in percentuale del PIL. Numerose multinazionali (per esempio General Electric, Google, Coca Cola e Celtel) hanno la propria principale sede africana a Nairobi. La sede delle Nazioni Unite di Nairobi costituisce il quartier generale di progetti come il Programma sull'Ambiente (United Nations Environment Programme, UNEP) e il Programma sugli Insediamenti Umani (United Nations Human Settlements Programme, UNHSP). Il Aeroporto Internazionale Jomo Kenyatta, l'aeroporto internazionale di Nairobi, è il principale hub di Kenya Airways, quarta più importante compagnia aerea dell'Africa.
Intorno alla città sorgono numerose industrie manifatturiere. Si producono tra l'altro abbigliamento, tessuti, materiali per costruzioni, alimentari, sigarette, pneumatici e automobili. Fra le multinazionali che hanno stabilimenti vicino a Nairobi si possono citare la Goodyear, la General Motors, la Toyota e la Coca Cola.
Altro elemento importante dell'economia di Nairobi è il turismo; Nairobi è sia una destinazione turistica in sé che una tappa quasi obbligata negli itinerari turistici nel Kenya.
Circa 2 milioni di persone, ovvero la metà della popolazione di Nairobi, vivono negli slum. Questi ultimi occupano solo il 5% della parte residenziale della città. Le condizioni di vita sono difficili: poco accesso all'acqua potabile e all'assistenza sanitaria, scarse condizioni igieniche e costanti minacce di sfratto. Per esempio, nell'ottobre 2021, lo slum di Mukuru Kwa Njenga è stato raso al suolo per far posto all'ampliamento di una strada, lasciando 40.000 persone senza casa durante la notte.

### Turismo

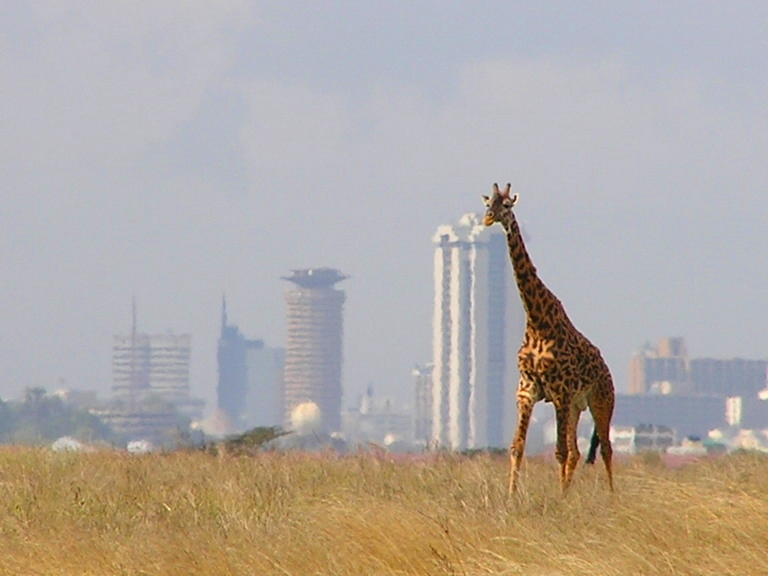
Una giraffa nel parco. Sullo sfondo i grattacieli di Nairobi.

L'industria del turismo a Nairobi è alimentata soprattutto dai viaggiatori che fanno tappa in città all'inizio o alla fine dei loro itinerari turistici in Kenya. Vi si trovano numerosi alberghi di alto livello, e molte grandi catene (per esempio Serena, Holiday Inn, Intercontinental e Hilton) hanno una propria struttura in città.
Oltre a fungere da hub turistico, comunque, Nairobi offre un certo numero di attrazioni turistiche situate in città o nelle immediate vicinanze. Il Parco nazionale di Nairobi è un caso raro di parco faunistico confinante con un'area urbana; vi si trovano numerosi animali tipici della savana africana, fra cui leoni, giraffe, rinoceronti e oltre 400 specie di uccelli. 
La città stessa è ricca di aree verdi e ospita più specie di uccelli di qualsiasi altra città del mondo.
Il National Museum of Kenya di Nairobi è il più importante museo del Kenya. Vi si trovano, tra l'altro, i resti di un giovane homo erectus. Altri musei importanti della capitale sono il Nairobi Railway Museum e il Karen Blixen Museum. Sono mete turistiche minori anche il monumento a Jomo Kenyatta, il Kenya National Theatre e le gallerie d'arte Rahimtulla Museum of Modern Art e Mzizi Arts Centre. 
A Nairobi si trova anche il più grande pista per il pattinaggio sul ghiaccio di tutta l'Africa, il Solar Ice Rink.

## Società e cultura
Nairobi è una città multietnica e multiculturale. Alla tradizione britannica dell'epoca coloniale si è sommata l'influenza di diverse ondate di immigrati: prima quelli provenienti da altre colonie dell'Impero (soprattutto India e Pakistan), poi i sudanesi e i somali. La multiculturalità della città si riflette nella varietà dei luoghi di culto: chiese, moschee, templi e gurdwara.

### Gemellaggi
- Denver, dal 1975

### Letteratura e cinema

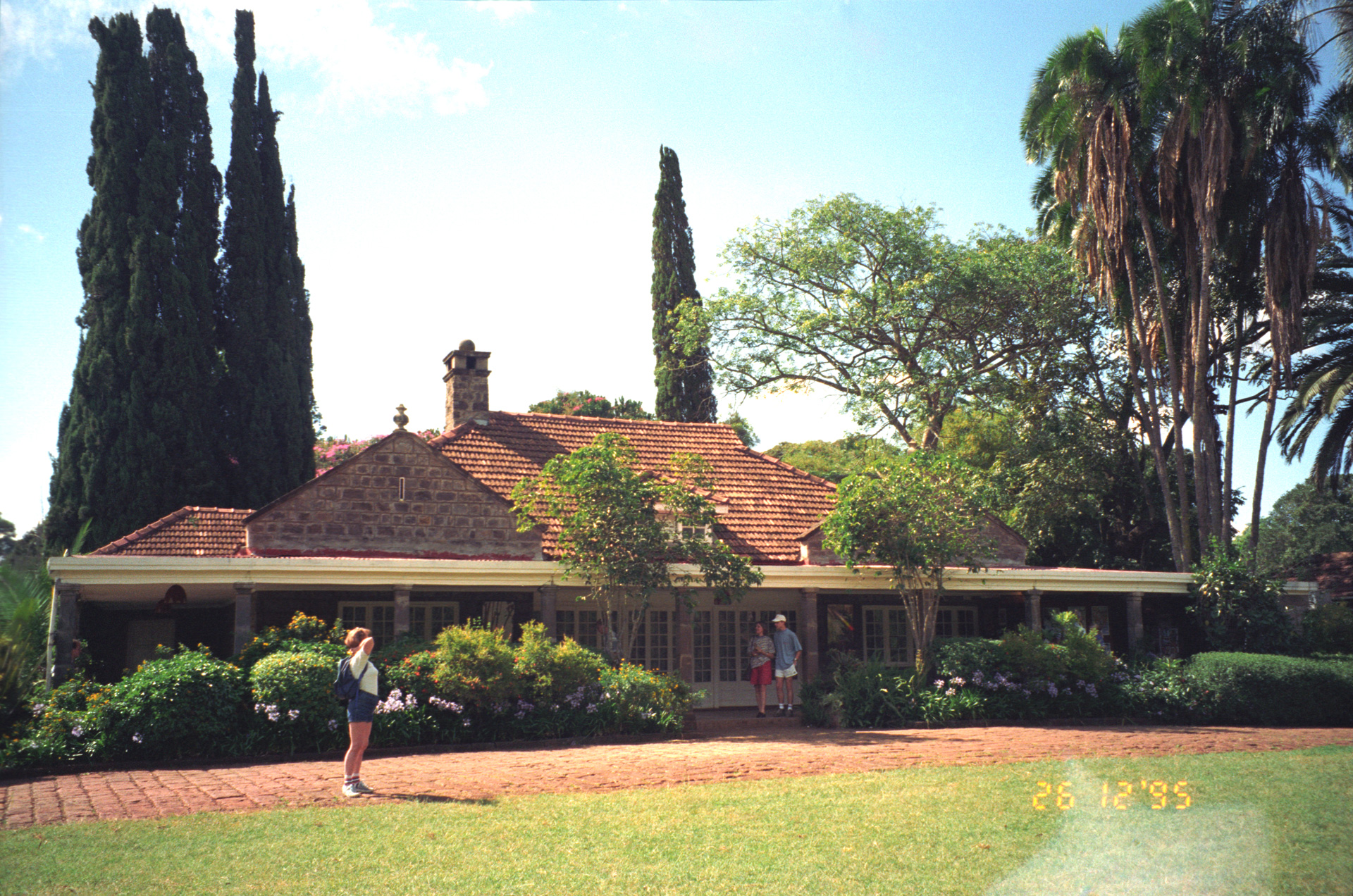
Il museo dedicato a Karen Blixen

A Nairobi hanno sede le principali case editrici del Kenya; vi sono state pubblicate le opere dei maggiori scrittori della storia letteraria del paese, come Ngugi Wa Thiong'o e Meja Mwangi. La città è anche il cuore della giovane industria cinematografica keniota, che sta producendo i primi autori di rilievo, come il produttore Njeri Karago e il regista Judy Kibinge.
L'opera letteraria e cinematografica più celebre legata a Nairobi è La mia Africa, romanzo di Karen Blixen da cui è stato tratto il film omonimo di successo. L'opera viene ricordata nel Karen Blixen Museum di Nairobi.

### Musica
Fin dall'inizio del XX secolo, la maggior parte dei musicisti kenioti hanno operato a Nairobi. Fra gli anni quaranta e anni sessanta vi si sviluppò il benga, un genere musicale tipico del Kenya. Negli anni settanta la città ebbe un ruolo centrale nella diffusione in Africa orientale del soukous, uno dei generi musicali più influenti della storia della musica moderna africana. Benché il soukous sia originario della zona del bacino del Congo, alcuni degli artisti più celebri del genere (come la Super Mazembe Orchestra) incidevano i loro dischi a Nairobi. In tempi più recenti, Nairobi è diventata la capitale della scena dello hip hop keniota, genere a cui appartengono artisti di grande successo in Africa, come Nonini e David Mathenge. La musica genge (un sottogenere dello hip hop) è anch'essa originaria di Nairobi.

### Media
A Nairobi hanno sede i due più importanti quotidiani dell'Africa orientale, il Daily Nation e The Standard, entrambi in lingua inglese. La prima rete televisiva keniota, la Kenya Television Network, trasmette da Nairobi, così come l'emittente statale Kenya Broadcasting Corporation. A Nairobi hanno sede anche The Nation Media Group (che oltre al Daily Nation gestisce altri quotidiani - in Kenya e in altri paesi dell'Africa - e la rete televisiva NTV) e la rete televisiva satellitare GTV, che distribuisce i propri programmi a 48 nazioni africane. Fra le multinazionali legate al business della comunicazione che hanno una sede a Nairobi si possono citare BBC, CNN, Agence France-Presse, Reuters, Associated Press e CNBC Africa. La CISA è una agenzia di notizie ecclesiali e sociali di ispirazione cattolica.
I media di ispirazione cristiana hanno le maggiori case di produzione in Kenya. La rete televisiva Family TV ha la sua sede nel palazzo della Social Security e trasmette a Nairobi e vicinanze i programmi della Trinity Network, una catena di televisioni evangeliche statunitensi. La Chiesa cattolica è presente con riviste (The Seed e New People, la più diffusa rivista cattolica in Africa), e la produzione di libri (Paulines Publications); la produzione video è affidata a Ukweli Video e al New People Media Centre.

### Sport
La principale struttura sportiva di Nairobi è il Moi International Sports Centre, nella zona di Kasarani. Completato nel 1987 in occasione degli All Africa Games, il complesso comprende uno stadio da 60.000 posti (il secondo più grande dell'Africa orientale), un palazzetto dello sport da 5.000 posti, e una piscina da 2.000 posti. Il secondo stadio più grande (30.000 posti) è il Nyayo National Stadium, situato nei pressi del CBD.
A Nairobi si sono tenute numerose competizioni sportive internazionali. Nel 2003 vi si è svolto il campionato mondiale di Cricket; il Safari Rally, che vi si tiene ogni anno, è stato fino al 2003 parte del Campionato del mondo rally. Nella città hanno sede numerose società calcistiche, tra cui Mathare United, AFC Leopards, Gor Mahia e Tusker FC.

## Infrastrutture e trasporti

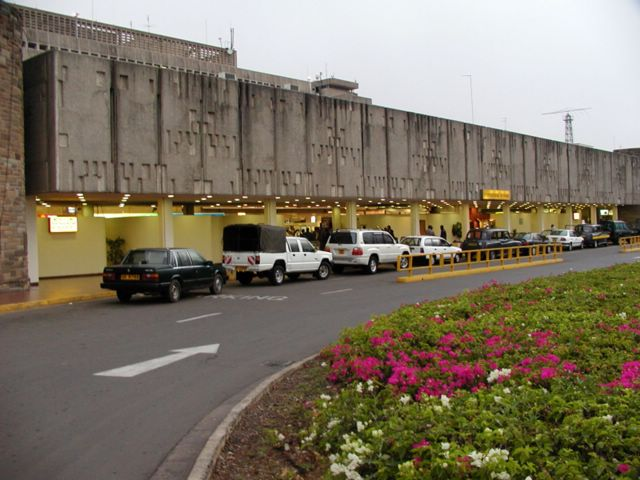
L'aeroporto Jomo Kenyatta

### Aeroporti
Nairobi è servita dall'Aeroporto Internazionale Jomo Kenyatta, il più grande aeroporto dell'Africa orientale e centrale. Il Jomo Kenyatta svolge funzione di hub per molte destinazioni turistiche africane, e si trova a 20 km dal centro della città. Lo si può raggiungere da Nairobi in taxi, o utilizzando servizi di navetta e autobus.
Attorno a Nairobi sorgono altri due aeroporti: dal Wilson Airport decollano soprattutto piccoli velivoli che fanno tratte nazionali, ma anche alcuni voli internazionali. L'Eastleigh Airport era il principale aeroporto di Nairobi prima dell'avvento dei voli di linea; negli anni 1930 e anni 1940 era usato come scalo per i passeggeri e la posta aerea sulla rotta che andava da Southampton (nel Regno Unito) a Città del Capo.

### Autobus

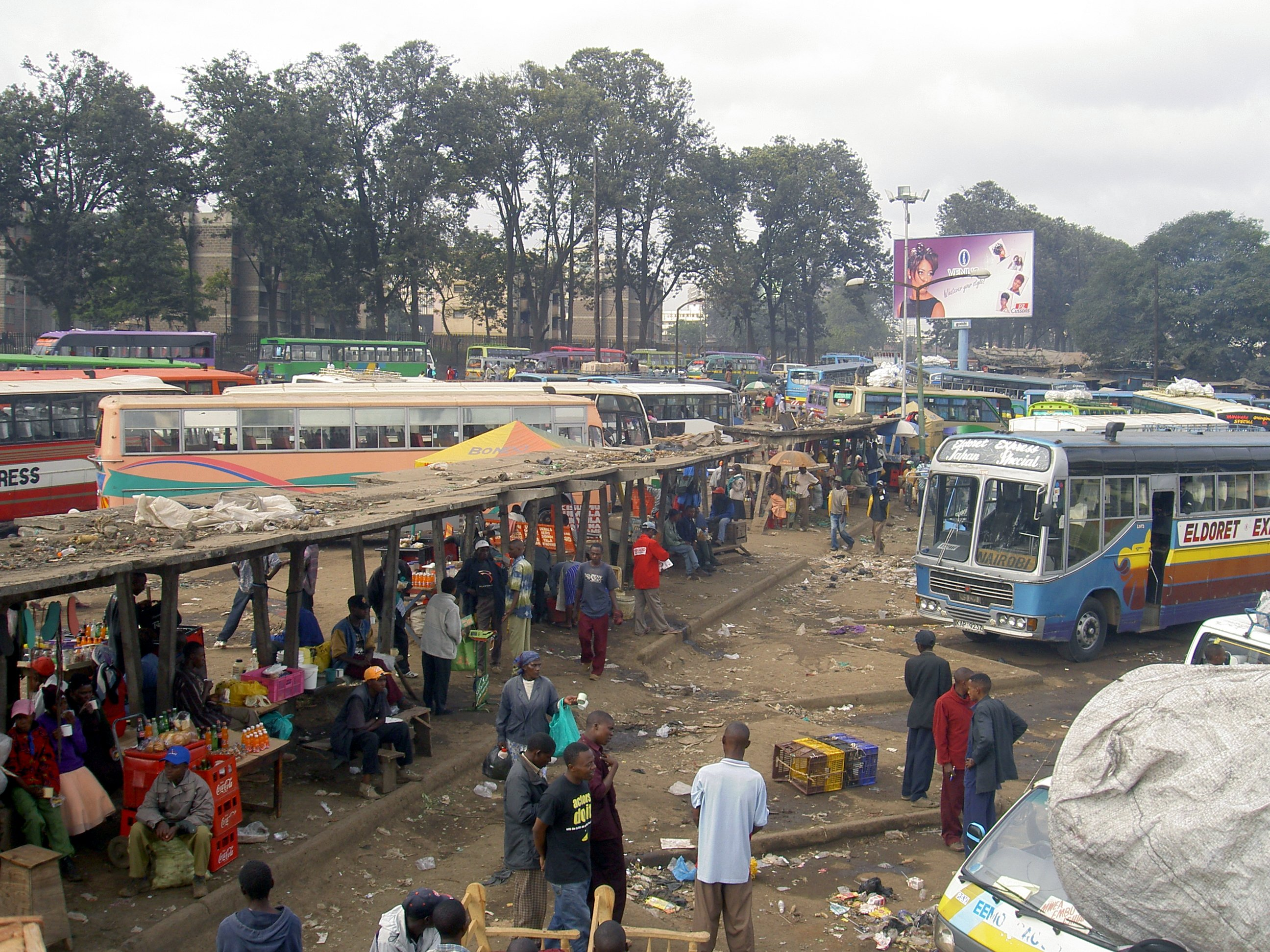
Una stazione di autobus

Gli autobus sono il mezzo di trasporto pubblico più comune a Nairobi. Una delle varianti più tipiche è quella dei matatu, minibus privati, che un tempo si riconoscevano per i dipinti fantasiosi sulla carrozzeria, scelti liberamente dal proprietario. I matatu erano anche noti per la guida spericolata dei conducenti.
Nel 2004 fu introdotta una regolamentazione dei matatu, che definisce i colori standard con cui deve essere dipinta la carrozzeria, introduce misure di sicurezza prima assenti (come le cinture di sicurezza e limitatori di velocità impostati sugli 80 km/h) e obbliga i conducenti a seguire sempre il percorso più breve verso la destinazione dichiarata.
La principale società di trasporti pubblici di Nairobi è la Citi Hoppa, che negli ultimi anni ha superato Bustrack e Kenya Bus Services.

### Treni
Nairobi è nata sulla ferrovia che ancora oggi la attraversa, congiungendo Kampala e Mombasa: un tempo Uganda Railways, oggi la linea di Nairobi appartiene alle Kenya Railways (RR). Sulla linea viaggiano principalmente treni merci, ma di notte transitano anche convogli passeggeri diretti a Mombasa o Kisumu. Al mattino e alla sera ci sono anche treni a breve percorso che collegano il centro di Nairobi ai sobborghi della periferia. A Nairobi c'è anche uno snodo ferroviario in direzione Nanyuki.
Nel 2017 è stata inaugurata la nuova linea ferroviaria a scartamento normale finanziata con capitali cinesi che collega la città con Mombasa.

## Società

### Abitazioni
A Nairobi ci sono abitazioni di livelli molto differenti fra loro. Oltre metà della popolazione complessiva abita negli slum come Kibera, che coprono solo il 5% dell'area urbana. Le zone residenziali di livello superiore si trovano soprattutto nella parte occidentale della città, dove un tempo risiedevano i coloni britannici. La crescita della città ha portato alla nascita di nuovi quartieri residenziali anche piuttosto distanti dal CBD: uno dei più importanti è il Greenpark, che sorge nella località di Athi River, a 25 km dal centro.

### Evoluzione demografica
Nairobi è fra le città africane che hanno avuto una crescita demografica più rapida, nel 2007 era attestata intorno al 6,9% annuo.
| Anno | Popolazione |
| ---- | ----------- |
| 1906 | 11.500      |
| 1911 | 14.000      |
| 1921 | 24.300      |
| 1926 | 29.900      |
| 1929 | 32.900      |
| 1931 | 47.800      |
| 1939 | 61.300      |
| 1944 | 108.900     |
| 1948 | 119.000     |
| 1955 | 186.000     |
| 1957 | 221.700     |
| 1960 | 251.000     |
| 1962 | 266.800     |
| 1965 | 380.000     |
| 1969 | 509.300     |
| 1979 | 827.775     |
| 1989 | 1.324.570   |
| 1995 | 1.810.000   |
| 1999 | 2.143.254   |
| 2005 | 2.750.561   |

## Criminalità
Per tutti gli anni 1990 c'è stato un costante incremento del tasso di criminalità a Nairobi, che si è guadagnata la reputazione di "città pericolosa" e il nomignolo di "Nairobbery" (da robbery, "rapina"). Nel 2001 le Nazioni Unite l'hanno classificata fra le città meno sicure del mondo (status C). Uno dei documenti prodotti dagli ispettori delle Nazioni Unite parlava di "livelli notoriamente alti di rapine a mano armata, violazioni di domicilio e furti d'auto". La maggior parte delle abitazioni di lusso della città hanno vigilantes armati, cancelli anti-intrusione, e cani da guardia. Ai turisti viene consigliato di nascondere effetti personali di valore, soprattutto nelle ore serali. Negli anni 2000 il crimine è stato contrastato da una maggiore presenza di agenti di polizia.

## Università
A Nairobi hanno sede numerose università. La University of Nairobi, fondata nel 1956, è la più antica del Kenya: originariamente parte della University of East Africa, ne è diventata indipendente nel 1970. Nel 2005 contava circa 22.000 studenti. La Kenyatta University è stata fondata nel 1985, e si trova a 23 km dal CBD. Alla Strathmore University, fondata nel 1961 come college e diventata università nel 1966, si tengono corsi di Scienze e di Arte; nel 1993 si è fusa con il Kianda College.
La United States International University di Nairobi è un distaccamento dell'università statunitense United States International University, che ha sedi in tutto il mondo. A Nairobi ha aperto nel 1969, e ha iniziato a produrre laureati dal 1979.
L'ospedale Aga Khan Hospital di Nairobi è l'unico ospedale universitario dell'Africa orientale, e rilascia lauree in Medicina, Chirurgia e Scienza Infermieristica.
Fra le università di impostazione religiosa si possono citare la Daystar University (cristiana), situata ad Athi River, a sudest di Nairobi), la Catholic University of Eastern Africa (cattolica, opera del 1992), il Tangaza College e l'Institute of Social Ministry, anch'essi cattolici, la Africa Nazarene University (cristiana, situata a Ongata Rongai).